# Vražje more
Vražje more (jap. 魔の海, Ma no Umi), poznato i kao Zmajev trokut, morsko područje u Tihom oceanu, smješteno južno od japanskog glavnog grada Tokija, na kojem su prijavljeni brojni, navodni, paranormalni događaji. Nalazi se točno nasuprot Bermudskog trokuta, drugog tajanstvenog područja na kojem se bilježe brojne anomalije, zbog čega se smatra njegovim tihooceanskim pandanom.
Vražji trokut, kao tajanstveno područje gdje se događaju neobjašnjivi fenomeni, popularizirao je američki pisac Charles Berlitz, autor knjige Bermudski trokut, objavljene 1974. godine, u kojoj tvrdi da je na tom području nestalo oko devet suvremenih brodova i oko stotinu članova posada, između 1950. i 1954. godine. Japanske vlasti su 1955. poslale brod Kaio Maru br. 5 kako bi istražio neobjašnjiv nestanak brodova i posade na tom području, ali i taj brod je nestao, zajedno s 31 članom posade.